# 홈페이지

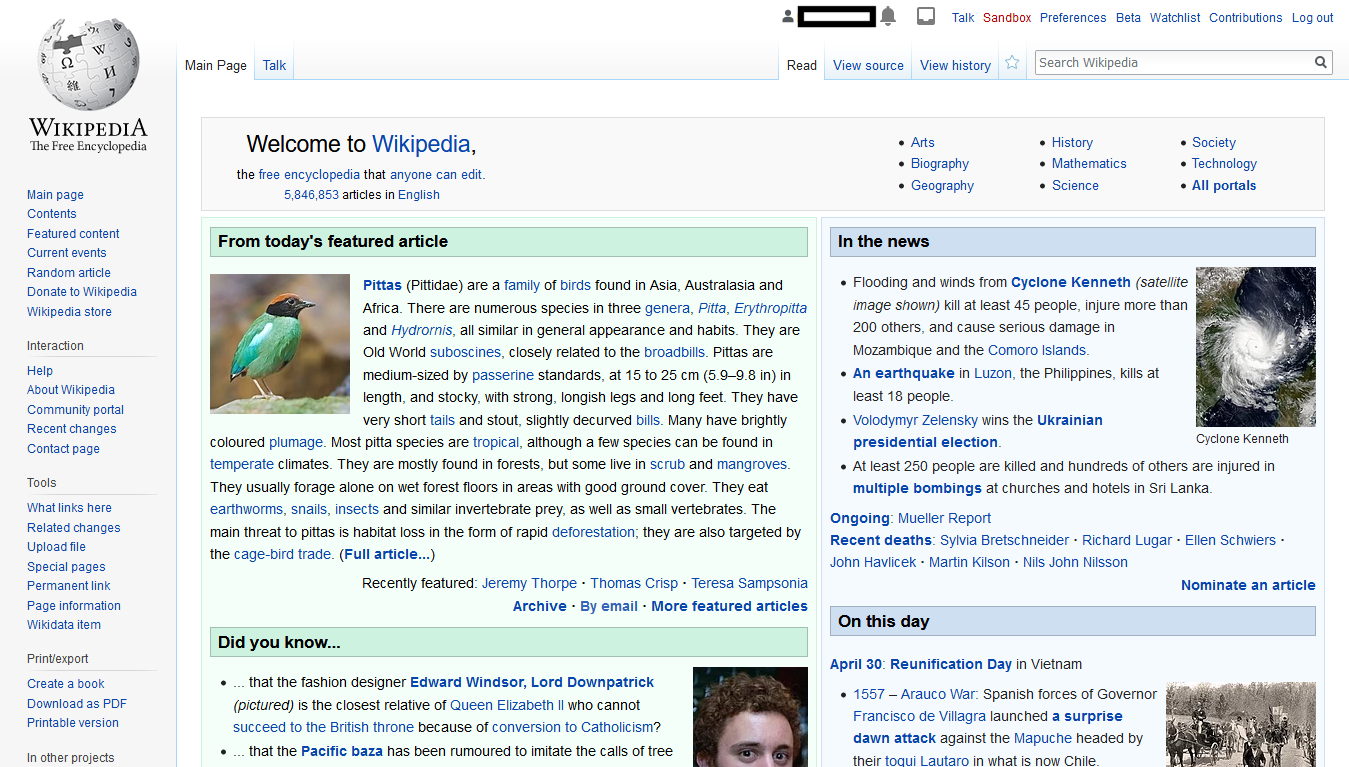
영어 위키백과 홈페이지의 스크린샷

홈페이지(homepage, 문화어: 홈페지), 또는 메인 페이지(Main Page)는 웹 브라우저가 시작할 때 자동으로 뜨는 URL이나 로컬 파일을 말한다. 홈피 또는 누리집이라고도 한다.

## 개요
모든 웹 브라우저에서는 홈(home) 단추를 눌러도 홈페이지로 옮겨진다. 이 용어는 프론트 페이지, 웹서버 디렉터리 색인, 웹사이트(그룹, 회사, 단체, 개인)의 메인 웹 페이지(Web Page)를 일컫는 데에도 사용된다.
한국, 미국, 독일, 일본과 같은 일부 국가에서 "홈페이지"라는 용어는 보통 하나의 웹페이지가 아닌, 회사나 다른 단체의 완전한 웹사이트를 뜻한다. 1990년대 말 기준으로 미국에서는 이런 용법으로 거의 사용하지 않으며, 웹사이트(Website)라는 말로 대체되었다.
대한민국에서는 "홈피"라고 줄여서 말하기도 한다. 이를테면 싸이월드의 미니홈피도 이에 포함될 수 있다.
기업에서 사용하는 홈페이지는 2000년대 말 스마트폰 보급이 확산됨에 따라 모바일 전용 홈페이지도 같이 2벌로 제작하여 제공하다가, 2010년대 중반부터는 반응형 웹사이트(Responsive Website)라는 형태로 1벌의 웹사이트가 모바일 기기, 태블릿, 데스크탑 화면까지 모두 대응하도록 제작하는 추세도 나타났다.

## 같이 보기
- 개인 웹 페이지
- 웹사이트
- 블로그